# Rhagodira ochropus
Espèce
Synonymes
- Galeodes ochropus Dufour, 1861
- Galeodes curtipes Dufour, 1861

Rhagodira ochropus est une espèce de solifuges de la famille des Rhagodidae.

## Distribution
Cette espèce se rencontre en Algérie et en Tunisie.

## Description
Rhagodira ochropus mesure 28 mm.

## Publication originale
- Dufour, 1861 : Anatomie, physiologie et histoire naturelle des Galéodes. Mémoires Présentés par divers Savants à l’Académie des Sciences de l’Institut Impérial de France (Sciences Mathématiques et Physiques), vol. 17, p. 338–446 (texte intégral).